# Комната сына
«Комната сына» (итал. La stanza del figlio) — фильм-драма режиссёра Нанни Моретти, удостоенный «Золотой пальмовой ветви» на Каннском кинофестивале 2001 года. Главные роли исполнили сам режиссёр Моретти, Лаура Моранте и Жасмин Тринка.

## Сюжет
Трагическая случайность разрушает спокойную жизнь супругов Сермонти — погибает их сын Андреа. Отец семейства, психоаналитик Джованни переживает душевную драму. Он понимает, что уже ничего нельзя изменить, но постоянно представляет себе, что Андреа ещё жив. Комната сына пуста, но надо попытаться найти новый смысл жизни.

## В ролях
| Актёр                | Роль        |
| -------------------- | ----------- |
| Нанни Моретти        | Джованни    |
| Лаура Моранте        | Паола       |
| Жасмин Тринка        | Ирене       |
| Джузеппе Санфеличе   | Андреа      |
| София Вильяр         | Арианна     |
| Сильвио Орландо      | Оскар       |
| Ренато Скарпа        | директор    |
| Роберто Нобиле       | священник   |
| Паоло Де Вита        | отец Лучано |
| Роберто Де Франческо | клерк       |
| Клаудио Сантамария   | клерк       |

## Восприятие
Фильм получил в целом положительные отзывы: рейтинг критического одобрения на сайте Rotten Tomatoes составляет 85 % на основе 85 рецензий, со средней оценкой 7,3 из 10.
Питер Брэдшоу из The Guardian написал, что «этот трогательный и красивый фильм действительно представляет собой очень совершенную работу Моретти, великолепно сыгранную, освежающе честную и наделённую гениальным, неожиданным финальным актом». Роджер Эберт дал фильму три с половиной звезды. Валерий Кичин же посчитал «Комнату сына» слишком простой и прямолинейной: «У Моретти это просто рутинный мир, и он предлагает над ним поплакать».